# IL1RAP
IL1RAP‏ (Interleukin-1 receptor accessory protein) هوَ بروتين يُشَفر بواسطة جين IL1RAP في الإنسان.